# یوداگاما
یوداگاما (به لاتین: Udagama) یک منطقهٔ مسکونی در سری‌لانکا است که در ناحیه کلمبو واقع شده‌است.